# Tahitiaanse patrijsduif
De Tahitiaanse patrijsduif (Pampusana erythroptera synoniem: Gallicolumba erythroptera) is een ernstig bedreigde duivensoort in de  Tuamotu-archipel (Frans-Polynesië). 

## Kenmerken
De vogel is 25 cm lang en lijkt sterk op de carolinenpatrijsduif (P. kubaryi). Het mannetje is wit op de wangen, keel, borst en voorhoofd, met een grijze kruin. De rest van het verenkleed is donkerpaars de buik zeer donker, bijna zwart. Het vrouwtje ziet er anders uit, zij is overwegend roodachtig bruin, de vleugels olijfbruin. Beide geslachten hebben een bruine iris, zwarte snavel donkerpaarse poten.

## Verspreiding en leefgebied
Uit fossielen blijkt dat deze duif een grote verspreiding heeft gehad over de Genootschapseilanden en de Cookeilanden. In 2007 werden nog vier vogels gezien op Vahanga in de Tuamotu-archipel (Frans-Polynesië). Voor 2007 zijn er ook spaarzame waarnemingen op de atollen Matureivavao, Rangiroa, Tenararo, Morane en mogelijk ook op Tikehau.
Het leefgebied van de duif bestaat uit ongerept tropisch bos, vooral met geurende schroefpalm en Pisonia grandis en ondergroei.
De soort telt twee ondersoorten:
- P. e. erythroptera: de noordelijke en zuidelijke Tuamotu-archipel.
- P. e. albicollis: de centrale Tuamotu-archipel (uitgestorven soort).

## Status
De Tahitiaanse patrijsduif heeft een zeer klein verspreidingsgebied en daardoor is de kans op uitsterven aanwezig. De grootte van de populatie werd in 2017 door BirdLife International geschat op 150 volwassen individuen en de populatie-aantallen nemen af. De soort wordt bedreigd door de vernietiging van het leefgebied door de omzetting van natuurlijk bos in kokosplantages en door geïntroduceerde invasieve soorten zoals verwilderde huiskatten en twee soorten ratten. De Tahitiaanse patrijsduif is al op verschillende eilanden uitgestorven, waar ze vroeger wel voorkwamen. Inmiddels zijn de eilanden Tenararo and Morane vrij van ratten, maar het risico van nieuwe introducties blijft aanwezig. Om deze redenen staat deze patrijsduif als ernstig bedreigd op de Rode Lijst van de IUCN.